# Bítov (okres Nový Jičín)
Bítov (Duits: Bittau, soms ter onderscheiding van andere plaatsen met dezelfde naam Bítov u Bílovce genoemd) is een Silezische gemeente in de Tsjechische regio Moravië-Silezië, en maakt deel uit van het district Nový Jičín. Bítov telt 484 inwoners (2023).

## Geschiedenis
- 1377 – De eerste schriftelijke vermelding van Bítov.
- 1979 – De gemeente Bítov wordt geannexeerd door de stad Bílovec.[1]
- 1996 – Bítov wordt (opnieuw) een zelfstandige gemeente.[2]